# جيمس س. كيلوغ الثالث
جيمس س. كيلوغ الثالث (بالإنجليزية: James C. Kellogg III)‏ هو شخصية أعمال أمريكي، ولد في 1915، وتوفي في 1980.